# Giuseppe Avolio
Giuseppe Avolio (Afragola, 10 dicembre 1924 – Roma, 1º novembre 2006) è stato un politico italiano.

## Biografia
Avolio nacque da Francesco e Antonietta Nuzzo. Compì gli studi classici a Napoli. Di famiglia socialista, diviene antifascista nel 1942. Chiamato alle armi nell'agosto del 1943, appena diciottenne, è catturato dai tedeschi a Torino la sera stessa dell'8 settembre e deportato in Germania. Rimane due anni in campo di concentramento, prima a Lathen e poi a Remscheid, nella Renania Settentrionale-Vestfalia. Liberato dagli americani nel maggio 1945, fonda e dirige, nel campo di Düsseldorf-Eller, col permesso delle autorità alleate, il giornale La libera uscita, destinato ai prigionieri di guerra italiani della zona.
Tornato dalla prigionia, fonda L'Eco Afragolese, settimanale di vita cittadina. Il giornale cessa le pubblicazioni subito dopo il referendum istituzionale. Nel gennaio 1946 è eletto segretario della sezione del PSI di Afragola.
Dal 1948 al 1950 dirige l'edizione napoletana dell'Avanti!.
Alla fine del 1952, dopo essere stato segretario della Camera del lavoro di Salerno, ricopre a Napoli l'incarico di vicepresidente dell'ACMI (Associazione contadini del Mezzogiorno d'Italia), primo tentativo di dar vita ad una associazione professionale di produttori agricoli, autonoma dai sindacati. Nel 1955, quando si costituisce, a Roma, l'Alleanza Nazionale dei Contadini, viene eletto vicepresidente, prima con Ruggero Grieco e poi con Emilio Sereni.
È stato più volte eletto Consigliere comunale ad Afragola, prima con il PSI e poi con il PSIUP.
È eletto deputato la prima volta nel 1958 e rieletto nel 1963 nelle liste del Psi. Con l'avvento del centrosinistra, nel 1964 Avolio è tra i promotori del PSIUP, di cui fa parte della direzione nazionale e con cui 1968 è rieletto deputato (sempre per la circoscrizione Napoli-Caserta). Con la fine dell'esperienza del PSIUP, nel 1972 ritorna nel PSI ed è eletto nella direzione nazionale al Congresso di Genova.
Giuseppe Avolio ha svolto intensa attività parlamentare: segretario della Commissione agricoltura della Camera dei deputati dal 1958 al 1963; relatore di minoranza sulla legge speciale per Napoli e sulla legge di rilancio della Cassa del Mezzogiorno, partecipa a tutti i grandi dibattiti sulla politica generale e su quella economica e sociale del tempo.
Dal 1973 al 1977, assume l'incarico di responsabile nazionale della politica agraria della Direzione del Psi. Da questo posto di responsabilità si batte per la ristrutturazione delle organizzazioni agricole e propone la convocazione di una “costituente per l'unità nelle campagne”.
Nel dicembre 1977, a conclusione del processo costituente per l'unità nelle campagne, nasce la Confederazione italiana coltivatori, organizzazione laica, cioè non ideologica, autonoma dai partiti dai sindacati e dai governi. Varie organizzazioni (Alleanza Nazionale dei Contadini, Federmezzadri-CGIL, Unione Coltivatori Italiani) si unificano dando vita alla nuova Confederazione. Il Congresso costituente elegge Giuseppe Avolio presidente della Confcoltivatori, incarico riconfermato nei successivi Congressi fino all'ultimo del 1992 (V Congresso CIC) che cambia la denominazione da Confederazione italiana coltivatori a Confederazione italiana agricoltori.
Avolio guida la CIA fino all'ottobre del 2000, dopo aver portato avanti tantissime battaglie e raggiunto moltissime conquiste per gli agricoltori italiani. Nel 2001 diviene presidente della Fondazione ABC per il progresso dell'agricoltura. E anche in questa veste ottiene importanti risultati per il mondo agricolo e per i suoi operatori. Avolio è stato componente del Comitato Esecutivo della Federazione Internazionale dei Produttori Agricoli (FIPA) e Presidente del Comitato Mediterraneo della stessa.
Giuseppe Avolio ha svolto una feconda attività pubblicistica, collaborando con i maggiori quotidiani italiani e con le più autorevoli riviste di cultura, italiane e straniere. Giornalista professionista, ebbe al suo attivo diverse pubblicazioni.
Dal 1983 fu socio dell'Accademia nazionale di Agricoltura, con sede a Bologna, e dal 1989 anche dell'Accademia dei Georgofili, con sede a Firenze.
Avolio ricevette un importante riconoscimento per il suo impegno a favore dell'agricoltura europea anche dalla Repubblica di Francia che gli conferì la Gran Croce al Merito.